# Victor Veselago
Victor Georgievitch Veselago est un physicien théoricien et un professeur d'université soviétique puis russe né le 13 juin 1929 dans l'oblast de Zaporijia (RSSU, URSS) et mort le 15 septembre 2018.

## Biographie
Professeur à l'Institut de physique et de technologie de Moscou et chef du Laboratoire des matériaux magnétiques à l'Institut de physique générale de Russie, il est célèbre pour avoir été le premier à décrire théoriquement, à partir de 1966, l'électrodynamique des matériaux possédant une valeur négative de l'indice de réfraction, appelés aujourd'hui matériaux main gauche (Left-Handed Materials ou LHM en anglais), appartenant à la classe des métamatériaux. L'autre principal contributeur à ce domaine, plus récent (2000), est John Pendry.